# Alexandru Chioseaua
Alexandru Petrișor Chioseaua (Slobozia, 29 de septiembre de 1997) es un deportista rumano que compite en remo.
Ganó dos medallas de plata en el Campeonato Europeo de Remo, en los años 2020 y 2021. Participó en los Juegos Olímpicos de Tokio 2020, ocupando el séptimo lugar en la prueba de ocho con timonel.

## Palmarés internacional
| Campeonato Europeo | Campeonato Europeo | Campeonato Europeo | Campeonato Europeo |
| Año                | Lugar              | Medalla            | Prueba             |
| ------------------ | ------------------ | ------------------ | ------------------ |
| 2020               | Poznań (Polonia)   | Medalla de plata   | Ocho con timonel   |
| 2021               | Varese (Italia)    | Medalla de plata   | Ocho con timonel   |